# Comté de Livingston (Michigan)
Pour les articles homonymes, voir Livingston et Comté de Livingston.
Le comté de Livingston (Livingston County en anglais) est un comté dans le sud-est de la péninsule inférieure de l'État du Michigan. Son siège est à Howell. Selon le recensement de 2020, sa population est de 193 866 habitants.

## Géographie
Le comté a une superficie de 1 516 km², dont 1 472 km² est de terre.

### Comtés adjacents
- Comté de Genesee (nord-est)
- Comté de Shiawassee (nord-ouest)
- Comté de Washtenaw (sud)
- Comté d'Oakland (est)
- Comté d'Ingham (ouest)
- Comté de Jackson (sud-est)